# Christophe Lambert
Christophe Lambert (Brunswick, 3 de junio de 1985) es un deportista alemán que compitió en judo. Ganó una medalla de bronce en el Campeonato Europeo de Judo de 2012, en la categoría de –90 kg.

## Palmarés internacional
| Campeonato Europeo | Campeonato Europeo  | Campeonato Europeo | Campeonato Europeo |
| Año                | Lugar               | Medalla            | Categoría          |
| ------------------ | ------------------- | ------------------ | ------------------ |
| 2012               | Cheliábinsk (Rusia) | Medalla de bronce  | –90 kg             |